# آگوستو جومو
آگوستو جومو (ایتالیایی: Augusto Giomo; ۳ فوریهٔ ۱۹۴۰ – ۲۷ ژانویهٔ ۲۰۱۶) بازیکن بسکتبال اهل ایتالیا بود.
از باشگاه‌هایی که در آن بازی کرده‌است می‌توان به المپیا میلان اشاره کرد.